# Ауде Делфт
Ауде Делфт (нід. Oude Delft) — найстаріші канал і вулиця вздовж каналу в місті Делфт в нідерландській провінції Південна Голландія. Вони простягаються  приблизно в напрямку північ-південь, перерізаючи західну центральну частину міста.
Історична назва каналу Дельф походить від слова «копати» (нід. delven). Він був штучно викопаний з метою осушення навколишньої землі приблизно в 1100 році, коли місто Делфт ще не згадувалося. Припускають, що саме від його назви походить топонім поселення Делфт, яке виникло в ХІ столітті. 1246 року граф Вільгельм II надав Делфту статус міста, частково за бажанням своєї тітки Рікарди, яка мешкала тут.
Місто розташовувалося вздовж каналу. Коли в кінці ХІІ століття паралельно Дельфу було прорито другий канал, обидва канали були названі відповідно  старим каналом - Ауде Делфт (нід. Oude Delft) і новим каналом - Ньюве Делфт (нід. Nieuw Delft). На північному і на південному кінцях два канали були з’єднані між собою водою. Зараз канал Ауде Делфт перетинають 11 мостів.
Під час будівництва каналу Ньюве Делфт викопану земля закладали в основу цієї частини міста. Ця вища місцевість у заболоченій частині міста стала популярною резиденцією багатих купців у часи Золотого віку Нідерландів. Тому на Ауде Делфт є багато будинків і споруд, які тепер  мають статус національної історичної пам’ятки. Тут розташовувалися чи розташовуються: 
- Монастир Святої Агати і музей Принценгоф;
- Ауде Керк);
- Монастир Святої Варвари, який заснували кілька черниць францисканського ордену, які після незгоди залишили сусідній Монастир Святої Агати на Ауде Делфт у травні 1405 року. Монастир був зруйнований пожежею в 1536 році, після чого він був відбудований на тому ж місці. У 1572 році в Голландії було заборонено католицизм, і будівля втратила функцію монастиря. Остання монахиня залишила будівлю в 1579 році, і вона використовувалася як дитячий будинок, пізніше в XVI – XVII ст. як  склад для зберігання зброї. З 1949 року тут розташовується студентське товариство;
- Музей армії, який існував в триповерховій будівлі 1692 року в місті Делфт з 1986 року, коли в присутності принца Бернарда міністр оборони відкрив історичну виставку, а в 1989 році королева Беатрікс відкрила весь музейний комплекс. Комплекс будівель використовувався як Королівський військово-історичний музей до 2013 року. Музей висвітлював історію нідерландських збройних сил, зокрема сухопутних військ;
- Каплиця Святого Іполита. Початково це була каплиця Святого духа, збудована близько 1400 року. Каплиця була відновлена в 1919 та 1924 роках. Сучасна назва датується 1974 роком, коли після закриття, а згодом і знесення церкви Святого Іполита, частина римо-католицької громади придбала порожню каплицю в 1972 році. Зараз вона посвячена Святому Іполиту Римському;
- Пізньо-готичний будинок під номером  167,  збудований в 1505 році. Тепер тут штаб-квартира Дельфландського водного комітету;
- та багато інших національних пам'яток.

## Галерея

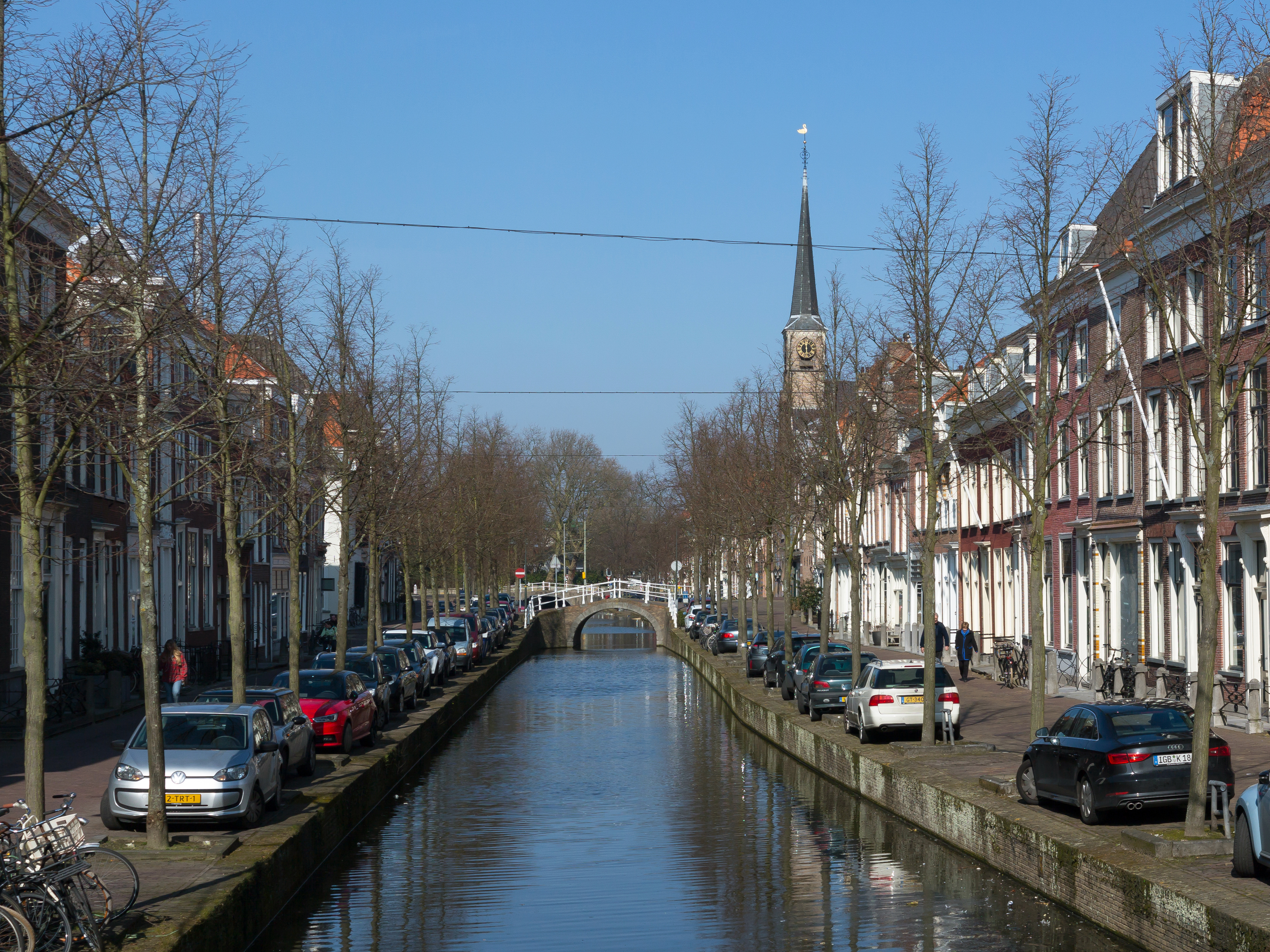
Вид на канал і вулицю Ауде Делфт
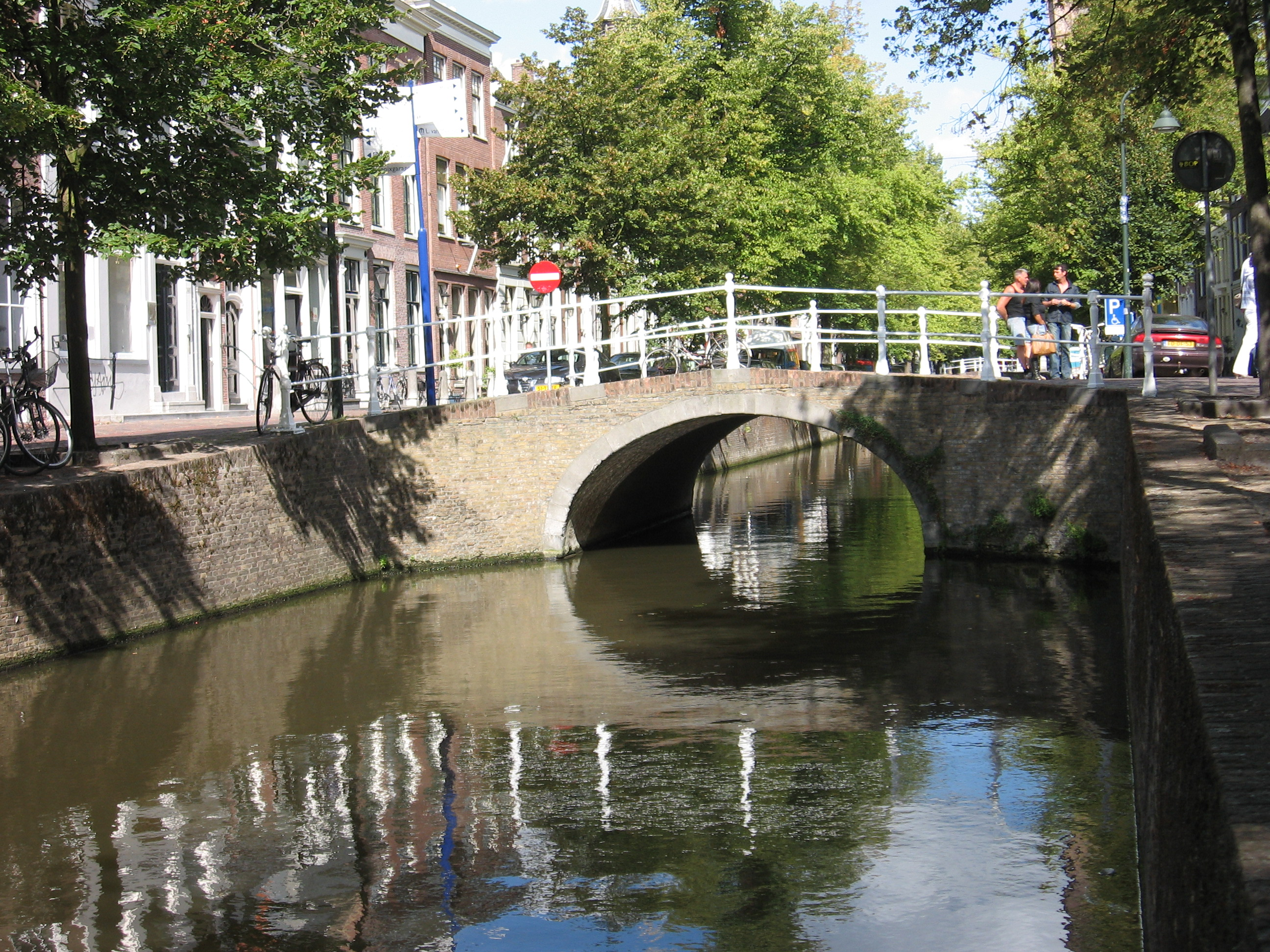
Міст Єроніма
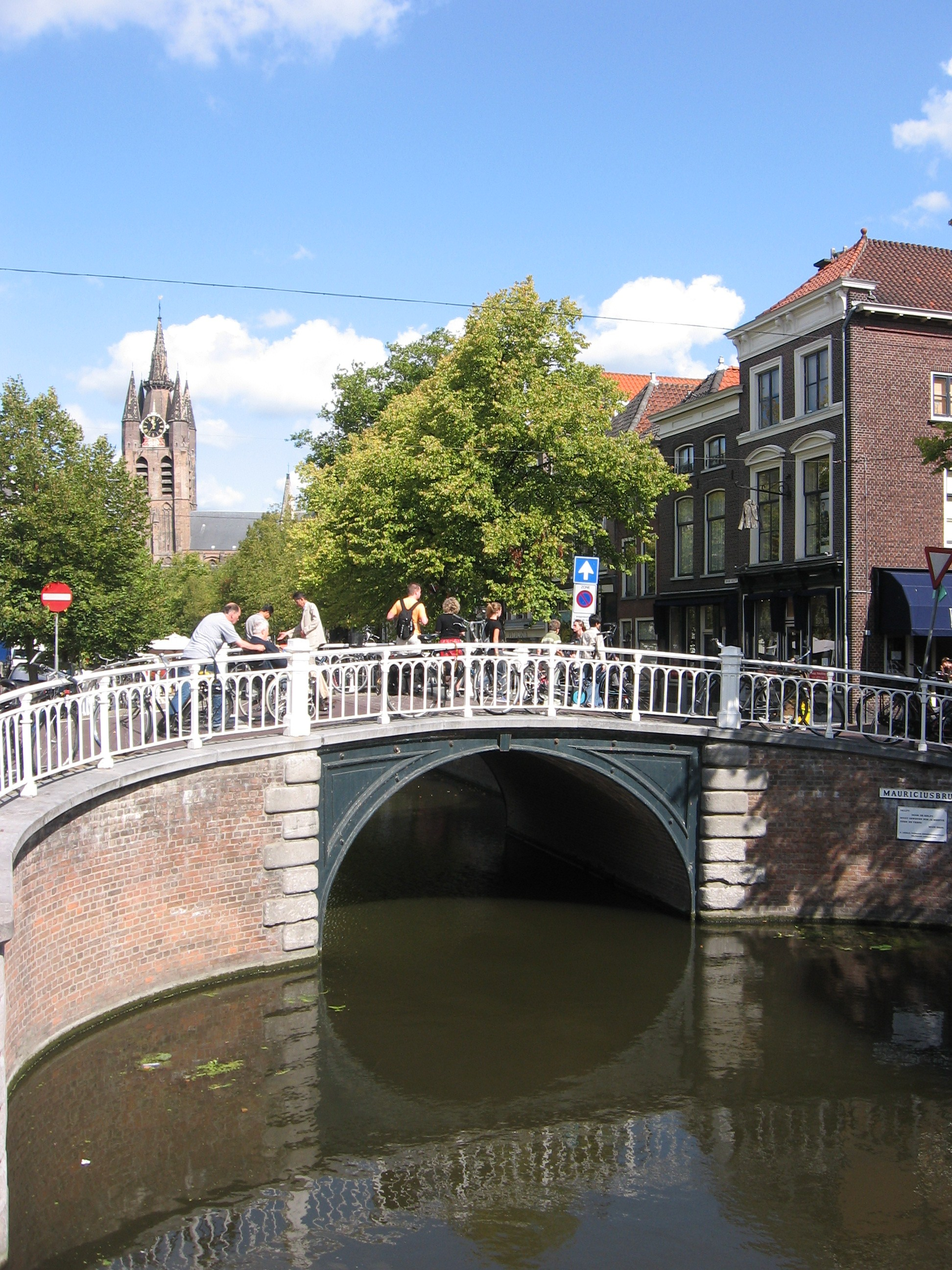
Міст Мауріція
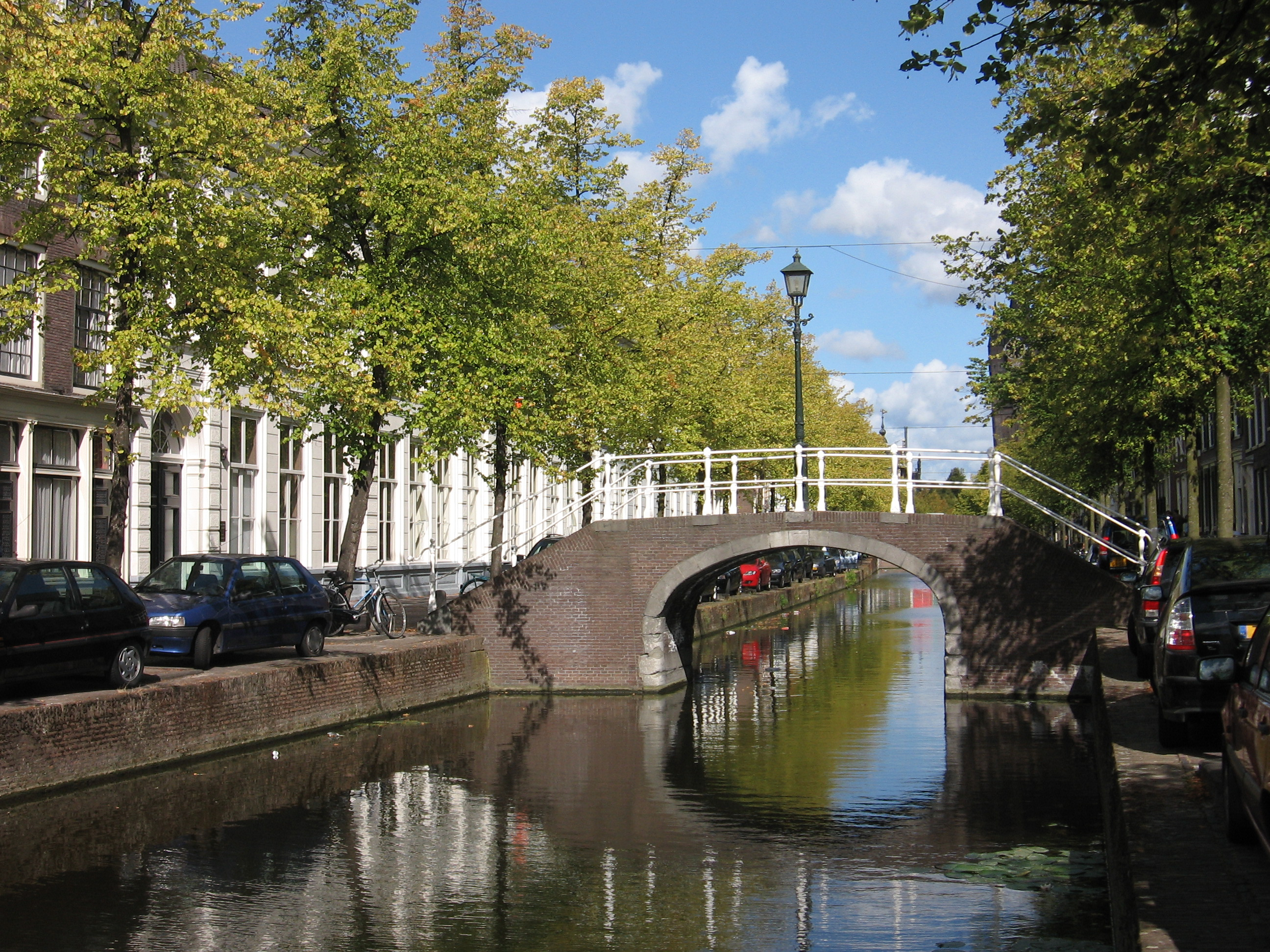
Міст Святого Яна
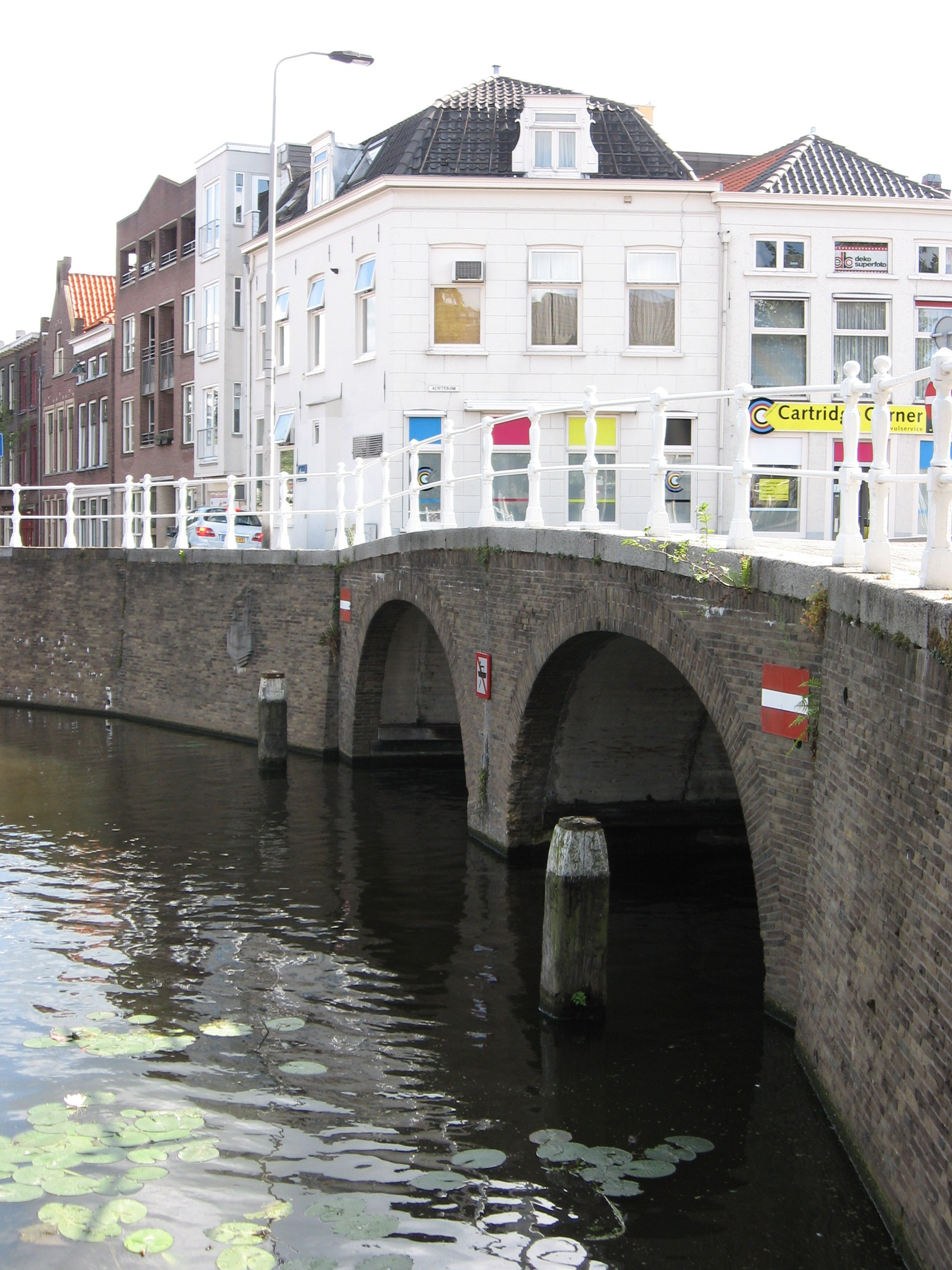
Міст Південного берега
- Ауде Делфт біля Старої церкви, 1923 рік